# Roxana Elvridge-Thomas
Roxana Elvridge-Thomas (Ciudad de México, 5 de marzo de 1964) es una poeta, ensayista y directora teatral mexicana. Ha publicado nueve libros de poesía y dos de ensayo que han sido traducidos al inglés, francés, portugués y árabe.
Su poesía además ha sido recogida en numerosas antologías en México, España, Canadá y Francia. Los poemas, ensayos, artículos y entrevistas han sido publicados en revistas y suplementos culturales del país y del extranjero. Asimismo, desde 1995 ha dirigido numerosos espectáculos teatrales en diversos espacios culturales de México .

## Formación
Elvridge estudió ciencia humanas en la Universidad del Claustro de Sor Juana y la maestría en literatura Mexicana en la UNAM. Actualmente se desempeña como profesora e investigadora de tiempo completo en la Universidad del Claustro de Sor Juana y como docente en la Escuela Nacional de Arte Teatral del INBAL.
También ha sido coordinadora de talleres de Creación Literaria en el IPN, guionista de radio, colaboradora de la Unidad de Documentación del Museo de Arte Moderno, cofundadora, miembro del consejo editorial y colaboradora de De Nosotros y Umbrales.

## Obras

### Poesía
- Labrar en la tinta (UNAM, 1988)
- El segundo laberinto (UNAM, 1991)
- La fontana (UAM, Colección Margen de poesía, 1995)
- Imágenes para una anunciación (Casa Juan Pablos, 2000)
- La turba silenciosa de las aguas (UAEM/La tinta del alcatraz, 2001)
- Fuego (Lunarena, Col. Poetas de una sola palabra, 2003)
- Umbral a la indolencia (Orizaba, Letras de Pasto Verde, Colección El Celta Miserable, número 3, 2009)
- Tocar tu argolla en armas (2018)

### Antología
- Xavier Villaurrutia …y mi voz que madura (Fondo Editorial Tierra Adentro, 2003)
- Con una voz distinta en cada puerto (Fondo Editorial Tierra Adentro, 2004)[1]

## Premios y reconocimientos
- Premio Nacional de Poesía Joven de México Elías Nandino 1990 por El segundo laberinto.
- Premio Nacional de Periodismo Juvenil Elena Poniatowska 1990, en el área de entrevista.
- Premio Nacional de Ensayo El Privilegio de la Palabra 1999 (ICY)
- Premio Nacional de Poesía Enriqueta Ochoa 1999.
- Premio de Poesía Daniel Robles Sasso.[4]